# Богатов, Владимир Владимирович
Владимир Владимирович Богатов (18 декабря 1960 — 6 февраля 2002, Чита) — российский политический деятель, депутат Государственной Думы ФС РФ второго созыва (1995—1999).

## Биография
Закончил Благовещенский сельскохозяйственный институт и Читинский филиал Иркутского сельскохозяйственного института, кандидат экономических наук, специалист по экономике и организации сельскохозяйственного производства.
Был председателем Ассоциации крестьянско-фермерских хозяйств «Земля», генеральным директором АО «Забайкальский хлеб», являлся координатором Читинской областной организации ЛДПР.

### Депутат государственной думы
Баллотировался в Государственную думу 1 созыва по списку ЛДПР (номер 72 списка), избран не был.
Баллотировался в Государственную думу 2 созыва по списку ЛДПР (номер 1 по Читинской области), избран, был заместителем председателя комитета ГД по аграрным вопросам.
В 2002 году убит выстрелом из дробового ружья.